# Łodygowo (powiat iławski)
Łodygowo – wieś w Polsce położona w województwie warmińsko-mazurskim, w powiecie iławskim, w gminie Kisielice. W latach 1975–1998 miejscowość należała administracyjnie do województwa elbląskiego.
Łodygowo położone jest na trasie Iława-Kwidzyn, która biegnie przez Kisielice (najbliższe miasto). Droga wojewódzka nr 522 łączy wieś z Prabutami.
W okolicach Łodygowa znajduje się farma wiatrowa uruchomiona w 2007 roku, składająca się z 27 elektrowni wiatrowych o łącznej mocy 40,5 MW (moc pojedynczej turbiny wynosi 1,5 MW). Składa się ona z trzech zespołów, zlokalizowanych w obrębach miejscowości Łodygowo i Galinowo. Położenie tych zespołów na terenach wzgórz morenowych (rzeźba młodoglacjalna) umożliwia podziwianie uroku elektrowni wiatrowych, wkomponowanych w otaczający krajobraz, np. z drogi krajowej nr 16 lub drogi wojewódzkiej nr 522. Na północ od wsi znajduje się duży (ponad 100 ha), stanowiący własność prywatną, staw Łodygowo, w którym hoduje się karpia.